# Kanton Varennes-en-Argonne
Kanton Varennes-en-Argonne (fr. Canton de Varennes-en-Argonne) byl francouzský kanton v departementu Meuse v regionu Lotrinsko. Tvořilo ho 12 obcí. Zrušen byl po reformě kantonů 2014.

## Obce kantonu
- Avocourt
- Baulny
- Boureuilles
- Charpentry
- Cheppy
- Esnes-en-Argonne
- Lachalade
- Malancourt
- Montblainville
- Varennes-en-Argonne
- Vauquois
- Véry